# 永山古墳
永山古墳（羅馬化：Nagayama Kofun）是位於日本大阪府堺市堺區東永山園內的一座前方後圓墳。這座古墳是百舌鳥古墳群中的一部分，並被視為與大仙陵古墳（即仁德天皇陵）相關的陪塚。2016年（平成28年）4月11日，其成為堺市指定史跡，其也在2019年（令和元年）7月6日被列入世界文化遺產的百舌鳥和古市古墳群：古日本墓葬群之重要組成資產。

## 概述
永山古墳位於大仙陵古墳西北約50米處，可見一座其前方部向南的特殊前方後圓墳。此墳丘長100米，後圓部直徑為63米，高10.3米；前方部則寬68.5米，同樣高10.3米。在墳丘的西側，狹窄處設有特殊的造出結構，並鋪設葺石與埴輪。墳丘表面分為兩層，但由於其高度超過一般古墳，不排除其實為三層結構。由於尚未進行詳細調查，墳丘的具體結構及副葬品的詳情仍然未明，不過根據推測，其應該建於5世紀初期。墳丘被周濠環繞，而在其東側狹窄部位，還有一座跨越周濠的土堤，但是否為原始結構則尚不可知。1928年（昭和3年），有記錄顯示在前方部西端的堤上發現圓筒埴輪（可能是一列埴輪）。2012年（平成24年），在進行柵欄設置工程的前期調查中，確定了東側周濠的範圍，並發現其圓弧部在近代已有改動。同時，也發現東側周濠下層的堆積物中可能保存有永山古墳的遺跡。這座前方後圓墳的墳端和周濠保存狀態良好，且有理由相信其早於相鄰的大仙陵古墳建造。雖然其被當作為大仙陵古墳陪塚，並被宮內廳管理，但考慮到其獨特的形態和較大的規模，其很可能是一座獨立的古墳。在江戶時代，這裡被稱為「長山塚」或「長山」，並有傳說其是王仁或日本武尊的墓地。周濠的南側與大阪府道2號大阪中央環狀線相鄰，這條道路跨越周濠的一部分。